# Calyptotheca triangula
Calyptotheca triangula är en mossdjursart som först beskrevs av Walter Douglas Hincks 1881.  Calyptotheca triangula ingår i släktet Calyptotheca och familjen Parmulariidae. Inga underarter finns listade i Catalogue of Life.